# Toshiyuki Morikawa

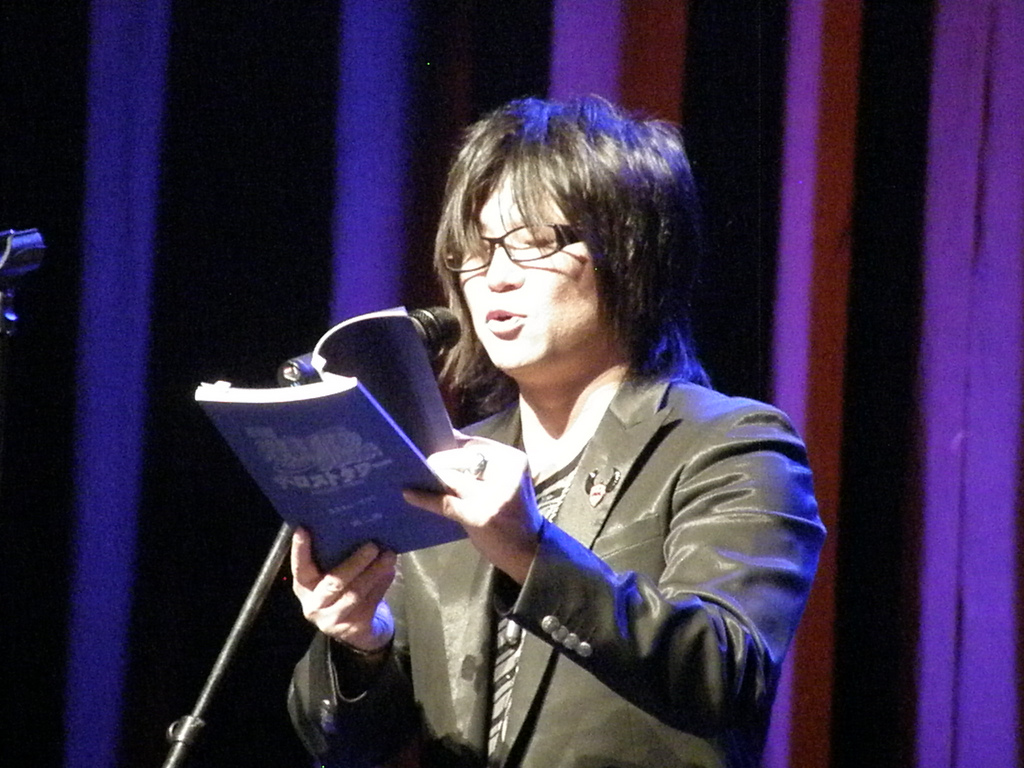
Toshiyuki Morikawa (2011)

Toshiyuki Morikawa (jap. 森川智之, Morikawa Toshiyuki, * 26. Januar 1967 in der Präfektur Kanagawa, Japan) ist ein japanischer Synchronsprecher (Seiyū) und Sänger. Er leitet die Agentur Axl One.
Zu seinen bekanntesten Rollen gehören Sephiroth aus Final Fantasy VII, Shagia Frost aus Gundam X, Griffith aus Berserk, Naraku aus Inu Yasha und Conrad Weller aus Kyo kara Maoh!. Er ist die japanische Synchronstimme von Ewan McGregor, Johnny Depp, Brad Pitt, Will Smith und anderen namhaften Schauspielern.

## Biografie
Morikawa ist Absolvent der Katsuta Seiyū Schule (勝田声優学院) in Tokio, die auch andere namhafte Seiyū hervorbrachte, wie zum Beispiel Tomokazu Seki, Katsuyuki Konishi und Daisuke Hirakawa. Er ist dort auch als Dozent tätig.
Gemeinsam mit Fumihiko Tachiki bildet er die Seiyū Gruppe 2Hearts. Sie wurde bei den Aufnahmen des Character-Songs Yume no Ariga gegründet, ein Duett in den Rollen als Victor(Tachiki) und Ernst(Morikawa) für die Angelique-Serie.
Seit 2004 veröffentlichen sie Singles und Alben und treten auf Live-Konzerten auf.
Neben 2Hearts ist Morikawa auch Sänger der Band Black Velvet, die im Weiteren aus den Mitgliedern Kazuya (Gitarre), Pros (E-Bass), ita-shin (Keyboard), Kadoshun (かどしゅん)(Schlagzeug) und tadd (DJ, Backgroundstimme) besteht. Er selbst tritt unter seinem Vornamen Toshiyuki auf. Ihr Debüt machte die Band mit der Maxi-Single I still…, die im März 2009 in den Handel kam.

### Axl One
Morikawa, der bisher bei Arts Vision unter Vertrag stand, gründete am 1. April 2011 die Agentur Axl One. Am selben Tag wechselte Jun Fukuyama von Production Baobab zu Morikawas Agentur.
Axl One beschäftigt sich neben dem Management auch mit der Ausbildung von Seiyu und Schauspielern.

## Rollen (Auswahl)

### Anime
- 009-1 (Roki)
- Allison to Lillia (Travas)
- Angelique (Ernst)
- Appleseed (Yoshitsune Miyamoto)
- Berserk (Griffith)
- Black Clover (Julius Novachrono (28ste König im Königreich Clover))
- Black Lagoon (Chan)
- Blade of the Immortal (Giichi)
- Bleach (Isshin Kurosaki, Kaname Tosen, Tsubaki)
- Casshern Sins (Dio)
- Die Champions – Anpfiff für 11 Freunde (Atsushi Kamiya)
- Cheeky Vampire (Kurobara no Prince)
- Cosmowarrior Zero (Warrior Zero)
- D.Gray-man (Tyki Mikk)
- Devil May Cry (Dante)
- Dragon Knight 4 (Etoh)
- F-Zero Falcon Densetsu (Ryu Suzaku)
- Final Fantasy VII (Sephiroth)
- Full Metal Panic? Fumoffu (Atsunobu Hayashimizu)
- Gakuen Heaven (Hideaki Nakajima)
- Gallery Fake (Reiji Fujita)
- Ganbare Goemon (Seppukumaru)
- Glass no Kamen (Masumi Hayami)
- Gokinjo Monogatari (Yūsuke Tashiro)
- Gundam 0083: Stardust Memory (Raban Karcs)
- Gundam Wing (Abdul)
- Gundam X (Shagia Frost)
- The Hakkenden (Yoshinari Satomi)
- Hanasakeru Seishōnen (Li Ren Fang)
- Haru wo Daiteita (Kyōsuke Iwaki)
- Harukanaru Toki no Naka de - Hachiyō Shō (Nue)
- Inu Yasha (Naraku)
- Junjō Romantica (Ryūichiro Isaka)
- Kiddy Grade (Cesario)
- Kingdom (Ri Boku)
- Kinnikuman Nisei (Ricardo/Terry The Kid)
- Kirepapa (Chihiro Takatsukasa)
- Kūchū Buranko (Kōhei Yamashita)
- Kyo kara Maoh! (Conrad Weller)
- Lady Oscar (André Grandier)
- Last Exile (Alex Row)
- Made in Abyss (Bondrewd)
- Madlax (Carrossea Doon)
- Major (Jeff Keene)
- Marmalade Boy (Brian Grant)
- Missis Jo und ihre fröhliche Familie (Franz)
- Mōryō no Hako (Reijiro Enokizu)
- Mushoku Tensei (Greyrat Paul)
- Nana (Takumi Ichinose)
- Naruto Shippūden (Minato Namikaze (4.Hokage))
- Niklaas, ein Junge aus Flandern (Film) (Georg (erwachsen))
- Nodame Cantabile: Paris-hen (Jean Donnadieu)
- One Piece (Enel Hatchan)
- Please Save My Earth (Jinpachi)
- Rideback (Kiefer)
- Saiunkoku Monogatari (Ran Shūei)
- Saiyuki (Homura)
- Sengoku Basara (Kojūrō Katakura)
- Shao, die Mondfee (Izumo)
- Shin Hakkenden (Jinrai)
- Shuffle! (Maou)
- Speed Grapher (Chouji Suitengu)
- Tekkaman Blade (Takaya „D-Boy“ Aiba/Tekkaman Blade)
- Tenjo Tenge (Mitsuomi Takayanagi)
- Trigun (Kesskass)
- Weiß Kreuz (Tetsuya Asada)
- X 1999 (Seiichirou Aoki)
- Yami no Matsuei (Seiichirō Tatsumi)
- Yū Yū Hakusho (Shishiwakamaru)
- Yu-Gi-Oh (as Katsuya Jōnouchi)
- Zombie-Loan (Bekkou)

### Ausländische Produktionen
- 50 erste Dates (Henry Roth (Adam Sandler))
- American Outlaws (Jesse James (Colin Farrell))
- Bee Movie – Das Honigkomplott ((Ray Liotta))
- Big Daddy (Sonny Koufax (Adam Sandler))
- Big Fish (Edward Bloom (jung) (Ewan McGregor))
- The Big Hit (Melvin Smiley (Mark Wahlberg))
- The Black Dahlia (Officer Dwight „Bucky“ Bleichert (Josh Hartnett))
- Black Hawk Down (Spec. John Grimes (Ewan McGregor))
- Blow (George Jung (Johnny Depp))
- Die drei Musketiere (1993) (D'Artagnan (Chris O’Donnell))
- Das Dschungelbuch (1994) (Mowgli (Jason Scott Lee))
- Eyes Wide Shut (Dr. Bill Harford (Tom Cruise))
- Flags of Our Fathers (Hank Hansen (Paul Walker))
- Flucht aus Absolom (Casey (Kevin Dillon))
- Gangs of New York (Amsterdam Vallon (Leonardo DiCaprio))
- Gegen die Zeit (Gene Watson (Johnny Depp))
- Godzilla (1998) (Dr. Niko Tatopoulos (Matthew Broderick))
- Helden aus der zweiten Reihe (Shane Falco (Keanu Reeves))
- In Love and War (Ernest Hemingway (Chris O’Donnell))
- Independence Day (1996) (Captain Steven „Steve“ Hiller (Will Smith))
- Klick (Michael Newman (Adam Sandler))
- Krieg der Welten (Ray Ferrier (Tom Cruise))
- Ich weiß noch immer, was du letzten Sommer getan hast (Ray Bronson (Freddie Prinze junior))
- Last Samurai (Nathan Algren (Tom Cruise))
- The LEGO Movie (Emmet (Chris Pratt))
- Mad Love – Volle Leidenschaft (Matt Leland (Chris O’Donnell))
- Made in America (Tea Cake (Will Smith))
- Matrix (Neo (Keanu Reeves))
- The Mexican (Jerry Welbach (Brad Pitt))
- Mission: Impossible 1–3 (Ethan Hunt (Tom Cruise))
- Die Mumie 1+2 (Richard 'Rick' O'Connell (Brendan Fraser))
- München (Avner (Eric Bana))
- Resident Evil: Damnation (Leon S. Kennedy (Matthew Mercer))
- Das schnelle Geld – Die Nick-Leeson-Story (Nick Leeson (Ewan McGregor))
- Sieben (David Mills (Brad Pitt))
- Signs – Zeichen (Merrill Hess (Joaquin Phoenix))
- New Spider-Man (Spider-Man/Peter Parker (Christopher Daniel Barnes))
- Stand by Me – Das Geheimnis eines Sommers (Ace Merrill (Kiefer Sutherland))
- Star Wars: Episode I-III (Obi-Wan Kenobi (Ewan McGregor))
- Sweet November (Nelson Moss (Keanu Reeves))
- Tashunga – Gnadenlose Verfolgung (Hudson Saanteek (Christopher Lambert))
- Teuflisch (Elliot Richards (Brendan Fraser))
- Vertrauter Feind (Rory Devaney/Frankie McGuire (Brad Pitt))
- Wild Wild West (U.S. Army Captain James 'Jim' West (Will Smith))
- Wir waren Helden (2nd Lieutenant Jack Geoghegan (Chris Klein))

### Hörspiel
- Kuroshitsuji (Sebastian Michaelis)